# Canário-do-brejo
Tentilhão-palustre ou canário-do-brejo (Emberizoides ypiranganus) é uma espécie de ave da família Thraupidae.
Pode ser encontrada nos seguintes países: Argentina, Brasil, Paraguai e Uruguai. Seus habitats naturais são: campos de gramíneas de clima temperado e pântanos.